# کانتائو

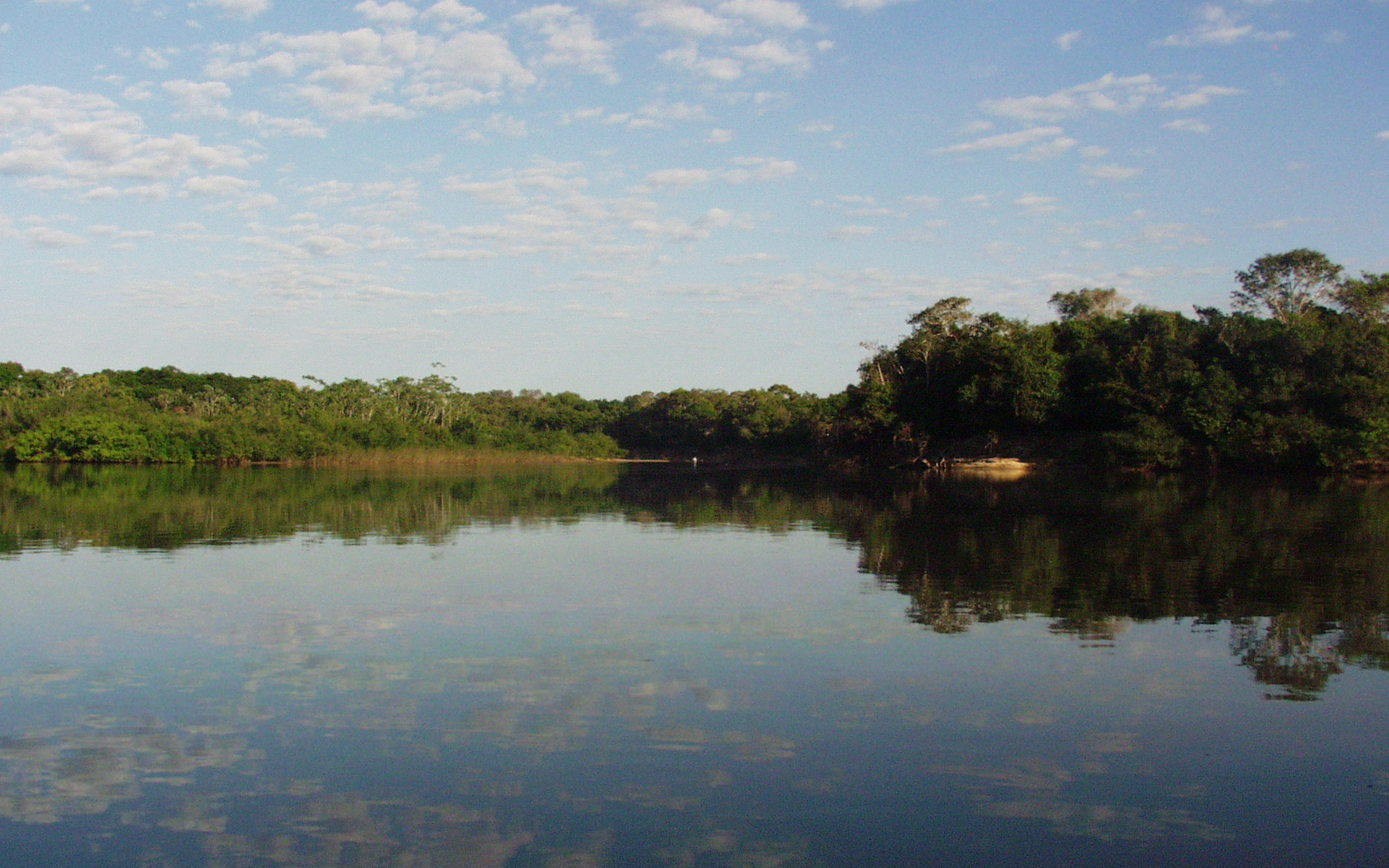
لاگو گراند، یک دریاچهٔ بزرگ در پارک ایالتی کانتائو

کانتائو (Cantão) یک جنگل گرمسیری در مرکز بستر رود ارگوایا در مرز جنوب غربی جنگل آمازون در استان توکانتینس برزیل است که یکی از سرشارترین ناحیه‌های شرق آمازون از نظر زیستی است. این ناحیه بیش از ۷۰۰ گونه پرنده، نزدیک به ۳۰۰ گونه ماهی (بیش از تمام اروپا) و بزرگترین جمعیت گونه‌های در خطر مانند شنگ بزرگ و کیمن سیاه را در خود جای داده است. بیش از ۹۰٪ زیست‌بوم کانتائو به صورت پارک ایالتی کانتائو حفاظت می‌شود.

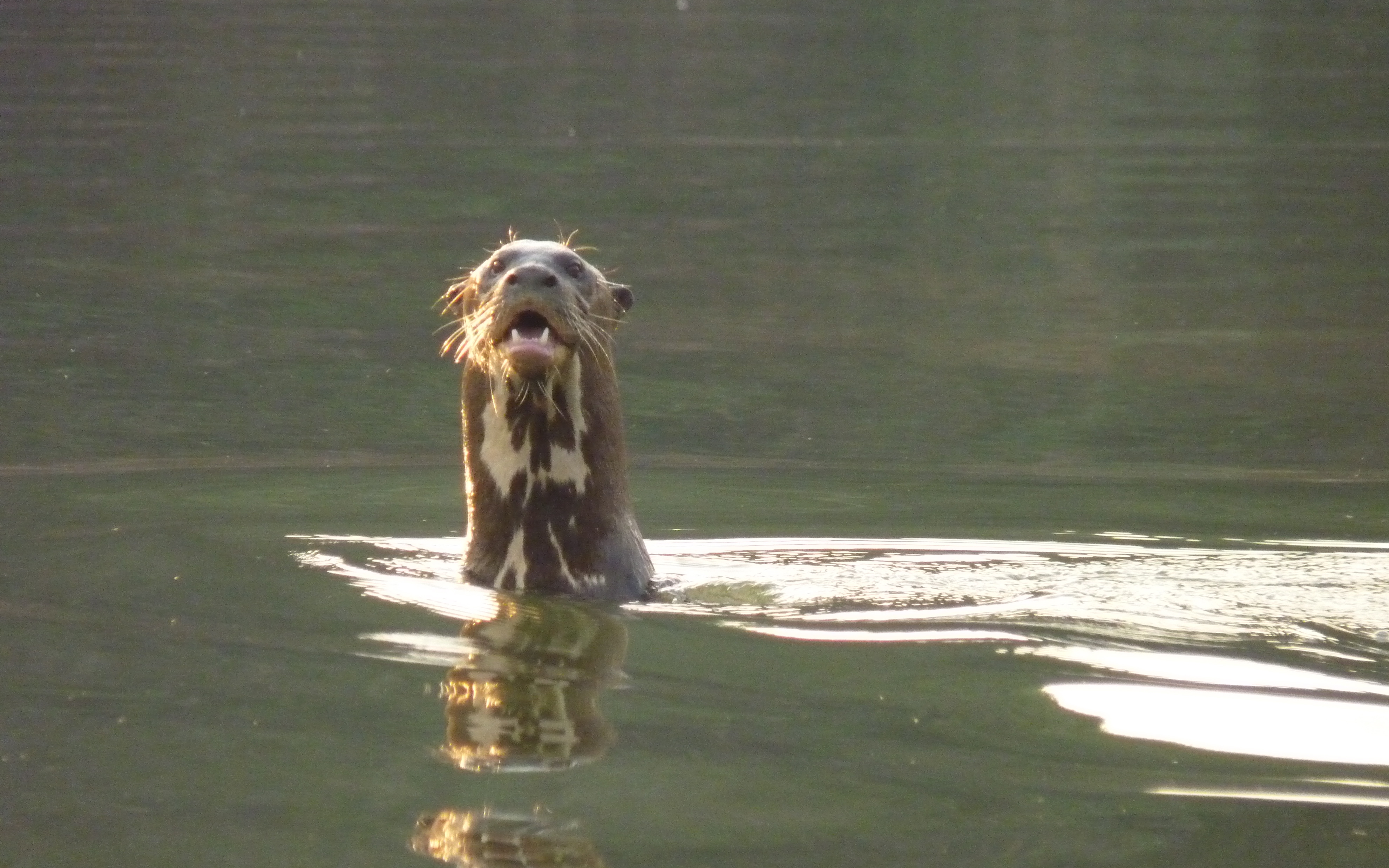
شنگ بزرگ